# Unió Caledoniana
Unió Caledoniana (UC) és un partit polític de Nova Caledonia d'orientació independentista i esquerrana, fundat el 1953 i un dels principals components del Front d'Alliberament Nacional Canac Socialista (FLNKS).

## Història

### Orígens
El partit fou fundat el febrer de 1953 pel diputat Maurice Lenormand i els dos principals partits confessionals canacs fundats el 1946 per a reivindicar l'obtenció dels drets civils per a la població melanèsia. la Union des Indigènes Calédoniens Amis de la Liberté dans l'Ordre (UICALO) de Rock Pidjot, d'inspiració catòlica, i l'Association des Indigènes Calédoniens et Loyaltiens Français (AICLF) de Doui Matayo Wetta, d'inspiració protestant. Es tractava de formar una llista comuna de cara a les eleccions territorials d'aquell any. El seu lema Dos colors, un sol poble volia promoure una entesa entre les dues comunitats del territori, reclamant més autonomia, però no pas la independència. A les eleccions territorials de Nova Caledònia de 1953 va obtenir 15 escons sobre 25, inclosos els 9 dels canacs (va obtenir tots els escons en tres de les cinc circumscripcions.
A les eleccions senatorials de 1955 Armand Ohlen (UC) venç al republicà independent Henri Lafleur i a les eleccions legislatives franceses de 1956 Lenormand és reescollit. Poc després se celebra el primer congrés del partit (12-13 de maig de 1956) a la propietat del senador Armand Ohlen a la Vall dels Colons (Nouméa); es fixen els estatuts del partit, Rock Pidjot és nomenat president i Maurice Lenormand secretari general.

### Dominació delpartit de la Creu Verda
Durant les primeres eleccions a l'Assemblea Territorial de Nova Caledònia, amb més poders atorgats per la Llei Defferre de 6 d'octubre de 1957, la UC va obtenir 18 dels 30 escons. Michel Kauma es va convertir en president d'aquesta assemblea i Maurice Lenormand formà el govern de l'arxipèlag, però hagué de dimitir el febrer de 1959 després de la seva reelecció com a diputat.
L'arribada al poder a la Metròpoli del general Charles de Gaulle és una fita en la història constitucional: en efecte, el govern gaullista opera amb una política de centralització i UC es divideix entre partidaris i adversaris. Maurice Lenormand i la majoria de la UC opten per l'autonomia, però alguns, com Michel Kauma, aleshores cap del consell de govern del Territori des de 1959, dona suport a la política gaullista i deixa UC. La llei Jacquinot de desembre de 1963, que retira pràcticament tot el poder al consell de govern (suprimint força les funcions del vicepresident, q qui corresponia formar govern) i reforça els poders del representant de l'Estat, i posteriorment les lleis Billotte de 1969, que retiren pràcticament tota autoritat al consell de govern i a l'assemblea local en matèria de política de níquel, foren percebudes com una traïció de l'Estat francès i particularment del general de Gaulle, reforçant així la posició autonomista de l'UC qui travessava aleshores una veritable crisi.

### Les primeres dificultats
La bretxa entre els europeus i els canacs amenaçava de fer trencar la unió. D'un costat les tendències menys autonomistes senten que UC, decebuda, evoluciona cap a la reivindicació de la independència més i més radical, i es forma la primera dissidència : el Mouvement Libéral Calédonien, dirigit pels caldoches Jean Lèques o Georges Nagle. D'un altra, Yann Céléné Uregeï funda la Union Multiraciale de Nouvelle-Calédonie (UMNC). Aquest rep el suport fora d'UC dels Foulards Rouges, fundats par Nidoïsh Naisseline, primer moviment a reivindicar obertament la independència. D'altra banda, les decepcions judicials de Maurice Lenormand (condemnat a 1 any de presó i desposseït del seu mandat parlamentari el 1964 per "omissió voluntària d'impedir un crim" en el cas relacionat en l'explosió el 1963 dels locals del diari d'UC) i la seva autoritat cada cop més qüestionada provocà l'abandó del moviment de molts joves militants
La desintegració d'UC va provocar la seva derrota a les eleccions territorials de Nova Caledònia de 1972, amb 12 escons d'un total de 35. La Unió Caledoniana es queda permanentment a l'oposició, sense deixar de ser el principal partit del territori.

### L'aposta per la independència
El 22 de novembre de 1977 va convocar un Congrés a Bourail on s'enfrontaren els partidaris de la independència (dirigits per Jean-Marie Tjibaou) i els oposats (dirigits per Jean-Pierre Aïfa). S'apodera del partit una nova generació de canacs, entre ells Jean-Marie Tjibaou o Éloi Machoro, que aposta sense embuts per la línia independentista, adoptada per Maurice Lenormand (qui torna a ser al cap d'un temps vicepresident del consell de govern de novembre de 1978 a juliol de 1979) i Rock Pidjot (encara president d'UC). Jean-Marie Tjibaou és nomenat vicepresident del partit i Pierre Declercq, un dels líders independentistes europeus, succeeix Jean-Pierre Aïfa (qui deixa el partit per a crear: la Fédération pour une Nouvelle Société Calédonienne o FNSC, contrari a la independència però partidari d'una certa autonomia) com a secretari general.
El 1979, UC participa en la creació del Front Independentista que el 1984 es transformarà en Front d'Alliberament Nacional Canac Socialista (FLNKS), del que Tjibaou en serà elegit president.

### Durant els esdeveniments dels anys 1980
UC constituí el partit més important dels components del FLNKS, però també el més moderat, fent crides a la calma, tot i que alguns dels seus membres també adoptar posicions força radicals (Éloi Machoro, que va succeir Pierre Declercq com a secretari general d'UC després del seu assassinat el 1981), es va fer famós per trencar una urna amb una destral tradicional Canac tradicionals a les eleccions territorials de Nova Caledònia de 1984, en les que els separatistes havien cridat al boicot (ell mateix serà assassinat per les forces d'ordre el 1985). De tota manera, UC va donar suport activament els Acords de Matignon de 1988 signats entre opositors i partidaris de la independència el 1988 a París sota els auspicis del primer ministre Michel Rocard.

### De la moderació al respecte a la lletra de l'Acord de Nouméa
El 2001 el moderat Roch Wamytan, president d'UC des de 1999, va ser derrotat per Pascal Naouna qui opta per una posició més radical. Així, de ser el moviment independentista més moderat adquirí una posició més dura, refusant tot consens amb els anti-independentistes apel·lant al respecte a la lletra de l'Acord de Nouméa. Això provocà la ruptura d'UC amb la resta del FLNKS, que dirigit pel Palika (fins aleshores el component més radical) i el seu cap Paul Néaoutyine va apel·lar a dialogar amb el RPCR i l'Estat. També va fer crides a boicotejar la visita del president de França Jacques Chirac a Nova Caledònia el 2003, mentre Palika participava en actes oficials i es presentà a les eleccions provincials de Nova Caledònia de 2004 en llistes separades, alhora que formava el seu propi grup parlamentari.
Pel que fa al futur institucional, UC és un partit independentista que ha adoptat com a solució una independència associada amb França, com el que passa amb la Commonwealth o amb els estats de la zona lliurement associats als EUA com les Illes Marshall, i la possibilitat d'una doble ciutadania per a aquells que ho desitgin. UC també ha lluitat enèrgicament per a congelar el cos electoral, que fou votat a l'Assemblea Nacional Francesa el febrer de 2007.

## Presidents
- 1956-1985: Rock Pidjot
- 1986-1989: Jean-Marie Tjibaou
- 1989-1996: François Burck
- 1996-1999: Bernard Lepeu
- 1999-2001: Roch Wamytan
- 2001-2007: Pascal Naouna
- 2007-2012: Charles Pidjot
- 2012- : Daniel Goa

## Presència institucional
Durant molt temps va disposar d'un diputat a l'Assemblea Nacional Francesa: Maurice Lenormand (1951-1964), Rock Pidjot (1964-1986), i el senador Armand Ohlen (1955-1959). Des d'aleshores no ha obtingut més diputats a l'Assemblea Nacional.
A les eleccions provincials de Nova Caledònia de 2004 va obtenir 7 diputats al Congrés de Nova Caledònia (4 de la província del Nord i 3 de les Illes de la Lleialtat), i formà grup parlamentari amb l'únic diputat de la Federació dels Comitès de Coordinació Independentistes totalment separat del grup del FLNKS-UNI. D'altra banda, va obtenir 7 escons a la Província del Nord i 4 escons a les Illes de la Lleialtat.
A les eleccions provincials de Nova Caledònia de 2009 va obtenir 9 diputats, i formà grup parlamentari amb dos diputats de la llista unitària del FLNKS a la Província del Sud. D'altra banda, va obtenir 8 escons a la Província del Nord i 6 escons a les Illes de la Lleialtat, mentre que a la Província del Sud en va treure dos dins una llista unitària del FLNKS.
Després de les eleccions municipals de 2008 dominen set alcaldies:
- Canala: Gilbert Tyuienon (22 regidors de 27) els altres són dos de Palika i un de FCCI).
- Hienghène: Daniel Fisdiepas (20 regidors de 23 amb la llista unitària FLNKS).
- Lifou: Néko Hnepeune (25 regidors de 33 amb la llista unitària FLNKS).
- Ouvéa: Maurice Tillewa (20 regidors de 27).
- Pouébo: Joseph Pada (6 regidors de 19, sostingut pels 6 regidors de Palika, fou derrotat pel Partit dels Treballadors qui amb 7 regidors passà a l'oposició).
- Poum: Henriette Hmae (6 regidors de 15, però amb suport de 3 dissidents de la UNI).
- Poya: François Meandu-Poveu (8 regidors de 23, amb suport de 3 regidors de Palika i els 3 d'UPM)
- Pouembout: l'UC era dividida en dues llistes: la de l'alcalde sortint Jean Naouna (3 regidors de 15) i l'oficial del partit dirigida per Pascal Naouna (3 regidors de 15), que foren vençudes per la llista apolítica de Robert Courtot (anti-independentista sense etiqueta, 4 regidors). Aquest darrer fou escollit alcalde amb el suport dels 3 UC de Pascal Naouna i dels 2 de Reagrupament-UMP.